# 蒜山タンチョウの里
蒜山タンチョウの里（ひるぜんたんちょうのさと）とは岡山県真庭市にあるタンチョウ飼育施設である。

## 概要
真庭市は岡山県におけるタンチョウ将来構想の飼育・繁殖計画に沿って、日本の特別天然記念物であるタンチョウ（丹頂鶴、Grus japonensis）を分離保護する目的で、岡山県の補助を受け、2013年1月、中国四国酪農大学校・第2牧場の牧草地（真庭市蒜山上福田）に蒜山タンチョウの里を建設し、同年3月21日に一般公開を始めた。
蒜山タンチョウの里は、蒜山の山々を望む三木ケ原（蒜山高原）にあり、「ジャージー牛ふれあい広場」に隣接している。
この施設は、多数のタンチョウを保護・飼育・繁殖させる岡山県自然保護センターの、鳥インフルエンザなどからのリスク分散のため、自然保護センターのサブ施設として開設されたものである。
敷地3,681平方メートルに飼育ケージ（縦横10メートル、高さ8.3メートル）があり、飼育ケージの屋根は雪が滑り落ちやすいよう傾斜のあるガラス製である。
2013年3月には、2羽が飼育され、タカ（雄、6歳）とマミ（雌、9歳）と呼ばれていた。タカが2014年4月に死んだことから総社市のきびじつるの里より、オスのタンタンを2014年11月に譲り受けた。2015年7月には2羽のヒナが誕生し、雄は「ヒルタン」、雌は「マニタン」と命名されたが、マニタン（雌）は2016年12月に、「ヒルタン」（雄）は2017年12月に事故で死亡した。飼育は真庭市職員が行う。

## ギャラリー

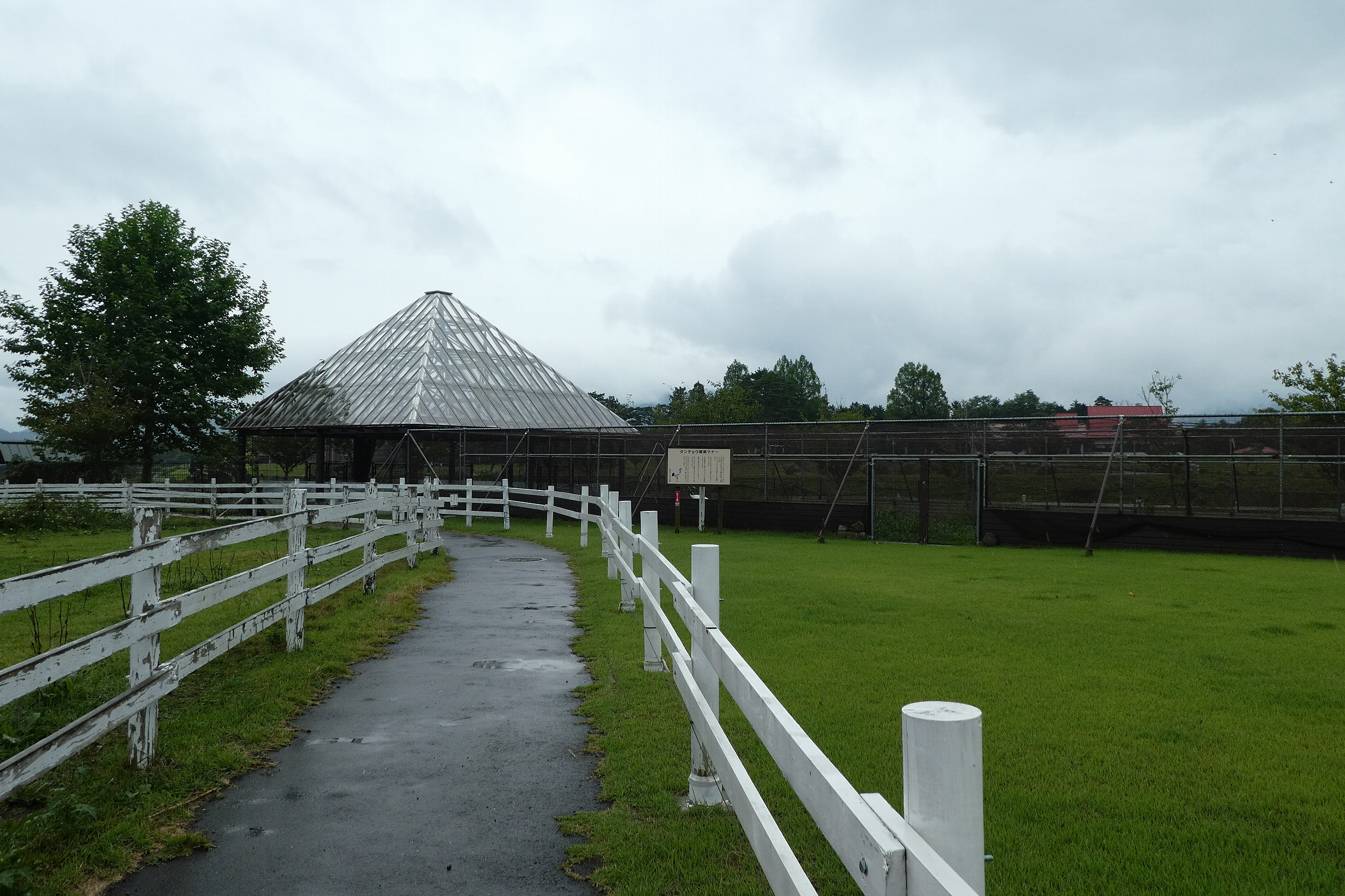
タンチョウ鶴飼育ケージ
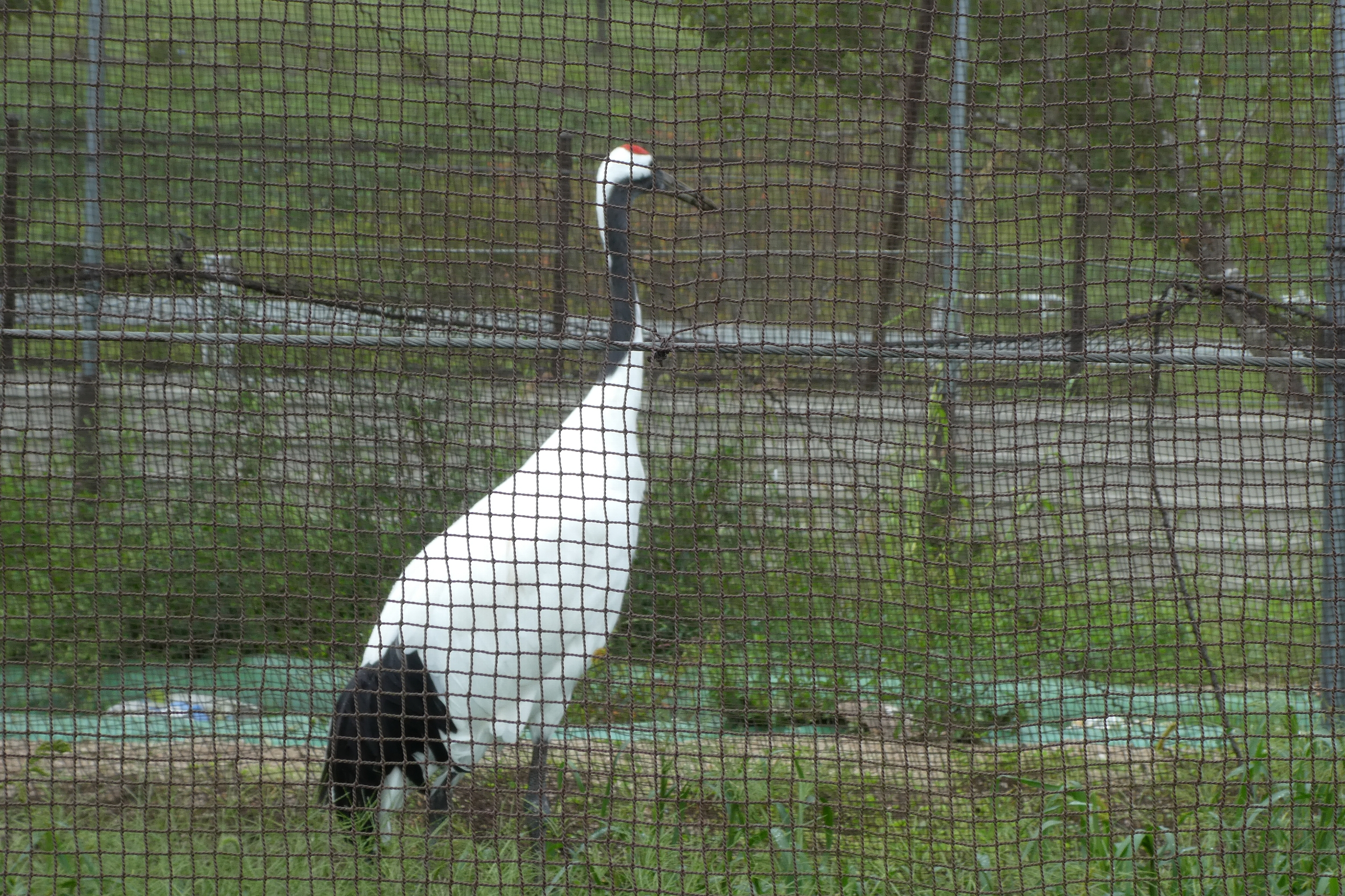
飼育されているタンチョウ